# Heterochelus consors
Heterochelus consors är en skalbaggsart som beskrevs av Louis Albert Péringuey 1902. Heterochelus consors ingår i släktet Heterochelus och familjen Melolonthidae. Inga underarter finns listade i Catalogue of Life.